# Carsten Burckhardt
Carsten Burckhardt (* 2. Februar 1973 in Bad Hersfeld) ist ein deutscher Gewerkschafter. Seit September 2013 gehört er dem Bundesvorstand der Industriegewerkschaft Bauen-Agrar-Umwelt an. Außerdem ist er seit 2020 Mitglied des Verwaltungsrats der Bundesagentur für Arbeit (BA).

## Leben und Beruf

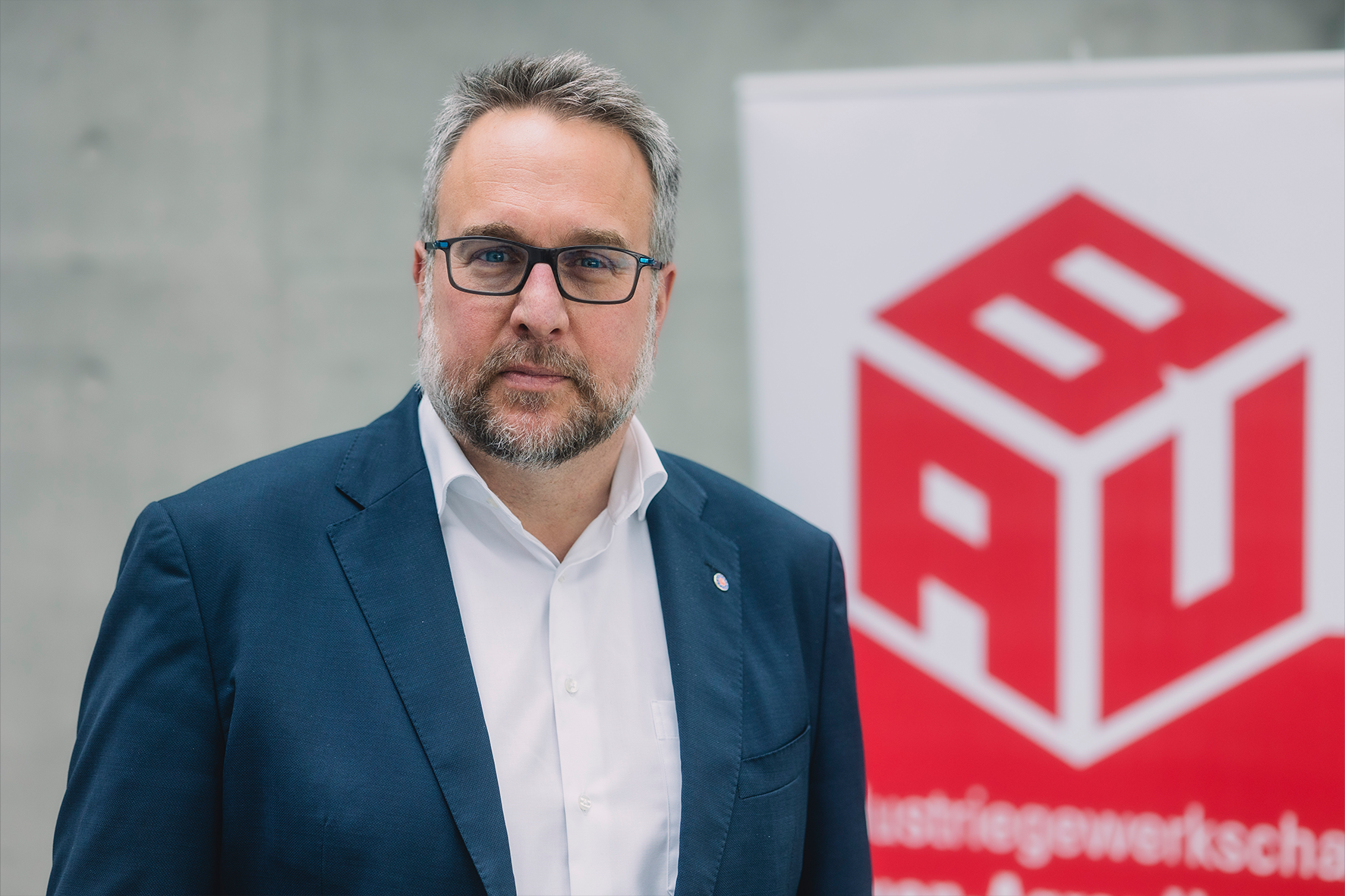
Carsten Burckhardt, Vorstand IG BAU

Mit Beginn seiner Ausbildung zum Elektriker wurde Burckhardt 1989 Mitglied der Gewerkschaft und der SPD. Nach dem Fachabitur studierte er Bildungs- und Kulturarbeit, bis er hauptamtlicher Gewerkschafter wurde. Er durchlief zahlreiche Stationen innerhalb der IG BAU, bis er im September 2013 in den Bundesvorstand der IG BAU gewählt wurde. Der Tarifpolitiker war zuvor Jugendbildungsreferent, Bundesjugendsekretär, Abteilungsleiter für Organisationspolitik und IG BAU-Regionalleiter in Nordrhein-Westfalen.
Auf dem 23. Ordentlichen Gewerkschaftstag 2022 in Kassel wurde Carsten Burckhardt mit einem Wahlergebnis von über 90 Prozent für seine dritte Amtszeit gewählt.
Im Bundesvorstand der IG BAU ist Burckhardt für die Tarif- und Branchenpolitik des Bauhauptgewerbes sowie für die Baustoffindustrie (u. a. Steine- und Erden-Industrie, Zement-Industrie, Natur- und Betonstein-Industrie) verantwortlich. Ebenso für das Dachdecker-, Gerüstbauer-, Maler- und Lackiererhandwerk sowie für den Garten- und Landschaftsbau.
Neben der Tarif- und Branchenarbeit ist Burckhardt im Bundesvorstand der IG BAU für die gewerkschaftliche Handwerkspolitik und den Arbeits- und Gesundheitsschutz verantwortlich. In der Corona-Pandemie setzte sich Burckhardt für die Vereinbarkeit des Arbeits- und Gesundheitsschutzes mit dem Fortlaufen der Bautätigkeit in Deutschland ein. Sein Ziel war es dabei, die Beschäftigten der Bauwirtschaft in den Betrieben und auf den Baustellen zu schützen und gleichzeitig die Branchen vor Arbeitsausfällen zu bewahren und ebenso die Ausbildung in den Betrieben und Ausbildungszentren weiterzuführen.
Burckhardt prägte das Motto der IG BAU „Arbeitsschutz ist nicht verhandelbar“. Er initiiert jährlich mit einer bundesweiten Zentralveranstaltung am 28. April den deutschen Beitrag zum international stattfindenden „Workers’ Memorial Day“ als Gedenktag für verunglückte und erkrankte Beschäftigte.
Auf Burckhardt geht die Einführung der Wegezeitentschädigung für die Beschäftigten des Bauhauptgewerbes – als Ausgleichsleistung für Fahrstrecken zu Baustellen – zurück. Ebenso das Sommerausfallgeld für die Beschäftigten des Dachdeckerhandwerks.
Darüber hinaus setzte Burckhardt tarifliche Akzente bei Altersvorsorgen u. a. bei Betriebsrenten, im Dachdecker- und Gerüstbauerhandwerk, in der bayerischen Steine-, Erden- und Ziegelindustrie sowie im Betonsteingewerbe Nord-West-Deutschlands.
Carsten Burckhardt war vom Oktober 2013 bis Februar 2023 Mitglied im Aufsichtsrat der HOCHTIEF AG. Im Juni 2023 ist er auf der Delegiertenversammlung der STRABAG Arbeitnehmervertreter in den Aufsichtsrat der STRABAG AG gewählt worden.
Burckhardt ist verheiratet, hat zwei Kinder und lebt mit seiner Familie in Dortmund. Er ist leidenschaftlicher Camper, Mountainbike-Fahrer und Fan von Borussia Dortmund.